# 최현철
최현철(1981년 8월 7일~)은 대한민국의 성우이다. 2010년 KBS 35기로 입사했으며 한국방송 성우극회 소속이다.

## 출연작품

### 교양/다큐멘터리
- 동물의 왕국 (KBS)
- F-TV 비행기 시즌1
- F-TV 비행기 시즌2
- 불교TV <특집>2015 만해축전-'만해' 세상을 깨우다 (2015.09.19)
- 불교TV 여행포엠 '소풍' (2015.11)
- 국방홍보원 '군내 언어순화' 홍보

### 애니메이션
- 블레이징 틴스4 (재능TV) - 캘빈

### 게임
- 몬스터 길들이기
- 도탑전기

### 외화
- 언더커버(KBS) - 빅레이(도미닉 토머스), 사이코패스
- 업 클로즈 앤 퍼스널 (KBS) - 코드(앤디 프로스키)
- 시간과 바람 (텔레노벨라)

### 라디오 드라마
소설극장 (KBS 3라디오)
- 2010.11.14 ~ 2010.12.05 이경자 <순이> (신부님)
- 2010.12.06 ~ 2011.01.01 김중혁 <악기들의 도서관> (수습사원 / DJ학원 원장 / 나 / 인사 담당자 / 기자 / B 외)
- 2011.01.02 ~ 2011.02.13 조정래 <허수아비 춤> (박재우)
- 2011.02.14 ~ 2011.04.06 은희경 <소년을 위로해줘> (강연우)
- 2011.05.22 ~ 2011.07.02 박완서 <아주 오래된 농담> (한 광)
- 2011.09.28 ~ 2011.11.04 오세영 <북벌> (성명욱)
- 2011.11.05 ~ 2011.11.14 성석제 <호랑이를 봤다> ('몽골식 천막으로 전원에 집을 마련한 사람의 이야기' 편 낭독)
- 2011.11.15 ~ 2012.01.23 정유정 <7년의 밤> (청년 회장 외)

라디오 극장 (KBS 한민족 방송)
- 2010.02.01 ~ 2010.02.28 박범신 <풀입에서 눕다> (인구 / 정육점남 / 관리인 / 안내방송 / 의사)
- 2010.03.01 ~ 2010.03.31 이덕일 <이회영과 젊은 그들> (이대략 / 중국인 2 외)
- 2010.05.01 ~ 2010.05.31 유재용 <사로잡힌 영혼> (군중1)
- 2010.06.01 ~ 2010.06.30 서동익 <청해당의 아침> (집사)
- 2010.07.01 ~ 2010.07.31 권비영 <덕혜옹주> (사내 / 미루 순사 / 사내 / 하인 / 기사 낭독 / 사내2 / 사내1 / 손님)
- 2010.08.01 ~ 2010.08.31 김성종 <최후의 증인> (남자 / 상우 / 공비2 / 마을 주민 / 경찰 / 한봉주 / 노점상 외)
- 2010.09.01 ~ 2010.09.30 오현종 <거룩한 속물들> (남학생1)
- 2010.10.01 ~ 2010.10.31 진 산 <대사형> (손님 / 소리장도 / 소해왕 / 관객2 / 제갈효)
- 2010.11.01 ~ 2010.11.30 양귀자 <원미동 사람들> (직장 동료2 / 관리자 / 사진관 엄씨)
- 2010.12.01 ~ 2010.12.31 권지예 <4월의 물고기> (손님)
- 2011.01.01 ~ 2011.01.31 권현숙 <에어홀릭> (빠삐용)
- 2011.02.01 ~ 2011.02.28 최재도 <저무는 왕국의 별 밝은 언덕> (신하)
- 2011.03.01 ~ 2011.03.31 박완서 <살아있는 날의 시작> (재남)
- 2011.04.01 ~ 2011.04.30 류영국 <소울음> (양순경)
- 2011.05.01 ~ 2011.05.31 박석준 <그루터기> (강철범 / 박선생)
- 2011.06.01 ~ 2011.06.30 천명관 <고령화 가족> (근배)
- 2011.07.01 ~ 2011.07.31 권현숙 <루마니아의 연인> (정한상)
- 2011.08.01 ~ 2011.08.31 김탁환 <열하광인> (박제가)
- 2011.09.01 ~ 2011.09.30 신한균 <신의 그릇> (홍호연)
- 2011.11.01 ~ 2011.11.30 김용만 <능수 엄마> (허마두 / 신사)
- 2011.12.01 ~ 2011.12.31 김미월 <여덟번째 방> (현수)
- 2012.03.01 ~ 2012.03.31 조정래 <황토> (강호식)
- 2012.05.01 ~ 2012.05.31 김 남 <서산에 부는 바람> (임해군)
- 2012.08.01 ~ 2012.08.31 채만식 <탁류> (장형보)

라디오 독서실 (KBS 2라디오)
- 2010.03.28 김재영 <폭식> (노동자)
- 2010.04.04 조갑상 <통문당> (경비)
- 2010.05.09 오정희 <그 가을의 사랑> 외 (젊은 남자2)
- 2010.05.23 박찬순 <발해풍의 정원> (남직원)
- 2010.10.24 이시은 <손> (상주1)
- 2010.11.07 김인숙 <조동옥 파비안느> (학예사)
- 2010.11.21 권여선 <빈 찻잔 놓기> (신팀장)
- 2010.11.28 성석제 <인간적이다> (노인2)
- 2010.12.05 박완서 <자전거 도둑> (행인2)
- 2010.12.26 한창훈 <밤눈> (남자3)
- 2011.01.02 이호철 <나상(裸像)> (경비병)
- 2011.01.09 전경린 <강변마을> (오빠)
- 2011.01.16 정재민 <미스터리 존재방식>	(워릭 / 정수)
- 2011.01.30 설은영 <집시, 달을 굽다> (배작가)
- 2011.02.20 해이수 <절정(絶頂)> (박찬)
- 2011.02.27 전광용 <꺼삐딴 리>	(춘석)
- 2011.03.06 김숨 <아무도 돌아오지 않는 밤> (남편)
- 2011.03.20 박형서 <자정의 픽션> (장재일)
- 2011.06.05 강영숙 <문래에서> (중개인)
- 2011.06.19 김애란 <물속 골리앗> (아버지)
- 2011.07.24 전민우 <안전운전 하십시오>	(현준)
- 2011.07.31 황태환 <고양이를 찾습니다>	(그라인더맨)
- 2011.08.14 강경애 <소금> (봉식)
- 2011.09.04 한성우 <아, 김광석> (K)
- 2011.09.11 이청준 <서편제> (아버지)
- 2011.09.25 안성호 <돼지가 사라졌다> (박씨)
- 2011.10.16 심상대 <묵호를 아는가> (이순경)
- 2011.11.06 이무영 <제1과 제1장> (수택)
- 2011.12.11 최진영 <돈가방> (장수)
- 2011.12.25 오세혁 <크리스마스에 30만원을 만날 확률> (옆방남)
- 2012.04.22 이문구 <우리 동네 김씨> (부면장)
- 2012.06.03 최인훈 <놀부뎐> (놀부)
- 2012.10.21 박민규 <로드킬> (나 / 해설)
- 2013.08.04 홍성호 'B 사감 하늘을 날다' (형사 / 남친)
- 2014.04.20 윤고은 <월리를 찾아라> (제이)

KBS 무대 (KBS 한민족 방송)
- 2010.03.13 아빠의 무모한 도전 (영어 강사)
- 2010.04.03 선택 (남자)
- 2010.04.10 알파맘 수난기 (영어 강사)
- 2010.05.01 쌍둥이 남매 (손님)
- 2010.05.29 눈부신 5월의 햇살 속으로 (의사)
- 2010.06.05 도둑 갈매기 (김목수)
- 2010.06.12 여자의 쪽배 (의사)
- 2010.07.31 비온 뒤맑음 (손님2)
- 2010.09.11 네 번째 방 (이웃2)
- 2010.10.16 헬리콥터, 날개를 접다 (직원1)
- 2010.10.30 2인 3각 (용달기사)
- 2010.11.13 침입자
- 2011.01.15 어쩌란 말이냐 (의사)
- 2011.01.29 행복한 명절 증후군 (의사)
- 2011.02.12 늙은 엄마의 첫날밤 (주치의)
- 2011.02.19 아버지의 선택 (남자)
- 2011.02.26 호각소리 (직원1)
- 2011.03.05 고향의 봄 (종구)
- 2011.05.28 할아버지의 피아노 (남자)
- 2011.06.25 나는 누구입니까? (사람2)
- 2011.07.09 아름다운 당신에게 (면접1)
- 2011.09.24 502호 그 여자 (인부1)
- 2011.10.15 허당 블루스 (우체부)
- 2011.11.26 소년의 바다 (의사)
- 2013.04.20 치킨과 소주 (건석)
- 2013.08.10 부녀 이야기 (미와)

대한민국 경제실록 (KBS 1라디오)
- 2010.04.19 ~ 2010.07.20 제01화 IMF가 있었다 (박성용 외)
- 2010.07.21 ~ 2010.09.21 제02화 세계경영, 그 꿈과 좌절의 기록들 (엄나경 외)
- 2010.09.22 ~ 2010.12.01 제03화 개발연대의 개막 (김의원 외)
- 2011.01.27 ~ 2011.03.09 제05화 수출입국-영광과 시련의 발자취 (사무관 외)
- 2011.03.10 ~ 2011.04.20 제06화 철의 신화 (안병화 외)
- 2011.04.21 ~ 2011.06.17 제07화 한국경제의 대동맥 경부고속도로 (이성규 외)
- 2011.06.20 ~ 2011.08.16 제08화 검은 황금, 오일머니를 잡아라 (황재천 외)
- 2011.08.17 ~ 2011.10.26 제09화 서울, 고도성장의 신화 (차일석 외)
- 2011.10.27 ~ 2011.12.30 제10화 한국경제의 엔진, 자동차 (정인종 외)

특집기획 라디오 다큐멘터리, 라디오 드라마 (KBS)
- 2010.06.24 한국전쟁 60주년 특별기획 라디오 다큐멘터리 극장 <이별의 부산정거장> (상인 외)
- 2010.09.30 라디오 특집 - 까레이스키 끝나지 않은 유랑 (병사)

경제를 배웁시다 (KBS 한민족 방송)
- 2010.09.21 추석특집 동화로 배우는 경제 1부 <꾀 많은 돌이> (황부자)
- 2010.09.22 추석특집 동화로 배우는 경제 2부 <지혜로운 며느리> (셋째 아들)
- 2010.09.23 추석특집 동화로 배우는 경제 3부 <해상왕 장보고> (상태)

책 읽는 밤 (KBS 1라디오)
- 2011.02.09 리처드 바크 <기계공 시모다>, <갈매기의 꿈> (시모다 / 연장자)

### 드라마 CD
- ACO 고백
- 夜海 The Game (2013)
- 夜海 보편적 로맨스 (2015)

## 라디오 진행
- TBN 차차차 (주말) (TBN DMB) (2013.04~2015.04)
- 브라보 마이웨이 (TBN) (2013.09~2017.11)

## 라디오 방송
- 라디오 오디션 국민 DJ를 찾습니다. (SBS러브FM)